# Lingua fongoro
La lingua fongoro, o lingua formona, è una lingua della famiglia delle lingue nilo-sahariane, parlata in Ciad ed in Sudan.